# The Space Gamer
The Space Gamer est un magazine mensuel américain, traitant de jeu de rôle et de jeu de plateau de science-fiction et de fantasy publié entre 1975 et 1985. Son premier numéro est publié en mars 1975. C’est au départ un magazine amateur trimestriel, composé de seulement 16 pages au format brochure, édité par Howard Thompson et vendu un dollars. En février 1978, le magazine passe au grand format est devient semi-professionnel. Il est ensuite racheté par Steve Jackson, lorsqu’il fonde sa société en 1980, qui le transforme en magazine professionnel et mensuel. Entre aout 1983 et juillet 1984, il alterne entre deux titres : Space Gamer et Fantasy Gamer. Sa publication cesse en septembre 1985 après 76 numéros. 